# 尚结赞
那囊·尚·杰擦拉囊（藏語：སྣ་ནམ་ཞང་རྒྱལ་ཚན་ལྷ་སྣང，威利转写：sna nam zhang rgyal tshan lha snang，THL：Nanam Shang Gyaltsen Lhanang，？—796年），又译那囊尚结赞拉囊，一作尚·杰擦拉囊（藏語：ཞང་རྒྱལ་ཆ་ལྷ་སྣང），是吐蕃帝国的一位政治、军事人物，曾担任大贡论之职。《唐书》称他为尚结赞，音译自藏语“ཞང་རྒྱལ་ཚན”（Shang Gyaltsen）。
杰擦拉囊出身那囊氏家族，那囊氏是赤松德赞母亲的亲族，在赤松德赞在位期间担任九政务大臣之一。最初，琛·尚·杰斯秀亭（尚结息）、恩兰·达扎路恭（马重英）主张对唐朝开战，唯有杰擦拉囊主张对唐讲和，受到赤松德赞的赞赏，成为大贡论。782年，杰擦拉囊率吐蕃官员，与唐朝陇右节度使张镒等人会盟与清水县，双方约定了各自势力的大致范围，史称“清水之盟”。次年，朱泚发动叛乱，占据长安。杰擦拉囊提出要帮助唐朝收复长安，得到唐德宗的允许。崔汉衡答应乱平之后将伊西、北庭等地割让给吐蕃，杰擦拉囊便派论莽罗依率兵二万，帮助浑瑊，在武亭川击败叛军。取胜了的吐蕃军却大肆劫掠，朱泚派田希鉴前去行贿，吐蕃便引兵而退。
不久朱泚被杀，朱泚之乱平定。吐蕃派人求取伊西、北庭二镇。唐德宗最初打算把它们割让给吐蕃，但群臣认为这些都是战略要地，最终没有割让。杰擦拉囊认为唐朝背信弃义，自785年起，再次大举入侵唐朝，攻打泾州、陇州、邠州、宁州等地，攻破盐州、夏州、银州、麟州等地，四处劫掠，甚至威胁到长安。杰擦拉囊派使者，要求与唐朝再次会盟以明确疆界。他表示希望归还盐、夏等州之地，要求唐朝派遣浑瑊前来会盟。787年，唐朝遣正使浑瑊、副使崔汉衡前来会盟。杰擦拉囊伏兵一万在盟坛西部，待唐朝官员到达，一齐杀出，将他们俘获。浑瑊夺马逃回，史称“平凉劫盟”。杰擦拉囊释放了被俘的官员，使用诡计让浑瑊等名将被罢免了兵权。
那囊氏一族与王妃亲族蔡邦氏争权，引起激烈冲突。杰擦拉囊把持了吐蕃的大权，清除异己。一次，在朝政议事的时候，派儿子伍仁（藏語：དབུ་རིང）把守宫门，禁止蔡邦氏一族入内。牟如是蔡邦氏所生的王子，闻讯大怒，提刀杀死伍仁，闯入殿内。赤松德赞大怒，将牟如流放到了北方的羌塘。
在杰擦拉囊担任大贡论的时期，蔡邦氏一族一直受到压制，直到796年杰擦拉囊逝世以后才开始抬头，不久赤松德赞亦死。杰擦拉囊死后，没庐·墀松热霞继任大贡论。